# Lijst van rijksmonumenten in Hummelo
De plaats Hummelo telt 37 inschrijvingen in het rijksmonumentenregister. Hieronder een overzicht.
| Object                                                                             | Oorspronkelijke functie?  | Bouwjaar                              | Architect | Locatie                | Coördinaten?                  | Nr.?   | Afbeelding                                                                         |
| ---------------------------------------------------------------------------------- | ------------------------- | ------------------------------------- | --------- | ---------------------- | ----------------------------- | ------ | ---------------------------------------------------------------------------------- |
| Gave hoeve met in de vensters van het woongedeelte oorspronkelijke roedenverdeling | Boerderij                 | eerste helft 19e eeuw                 |           | Broekstraat 4          | 52° 1' 24" NB, 6° 13' 59" OL  | 22797  | Gave hoeve met in de vensters van het woongedeelte oorspronkelijke roedenverdeling |
| Hoeve 'Duben'                                                                      | Boerderij                 | 1858                                  |           | Broekstraat 10         | 52° 0' 59" NB, 6° 14' 58" OL  | 22798  | Meer afbeeldingen                                                                  |
| Pastorie                                                                           | Kerkelijke dienstwoning   | tweede kwart 19e eeuw                 |           | Domineespaadje 1       | 52° 0' 27" NB, 6° 14' 16" OL  | 22799  | Meer afbeeldingen                                                                  |
| Dwarshuis met hoog schilddak                                                       | Boerderij                 | eerste helft 19e eeuw                 |           | Dorpsstraat 3          | 52° 0' 21" NB, 6° 14' 3" OL   | 22800  | Meer afbeeldingen                                                                  |
| 'De gouden karper'                                                                 | Horeca                    | eerste helft 19e eeuw                 |           | Dorpsstraat 9          | 52° 0' 20" NB, 6° 14' 6" OL   | 22802  | Meer afbeeldingen                                                                  |
| Hoeve met in de vensters grotendeels nog de oorspronkelijke roedenverdeling        | Boerderij                 | eerste helft 19e eeuw                 |           | Dorpsstraat 10         | 52° 0' 22" NB, 6° 14' 0" OL   | 22803  | Meer afbeeldingen                                                                  |
| Boerderij op ongeveer vierkante plattegrond                                        | Woonhuis                  | tweede kwart 19e eeuw                 |           | Dorpsstraat 12         | 52° 0' 22" NB, 6° 14' 1" OL   | 22804  | Meer afbeeldingen                                                                  |
| Dwarshuis van alleen begane-grond met schilddak                                    | Werk-woonhuis             | tweede kwart 19e eeuw                 |           | Dorpsstraat 14         | 52° 0' 21" NB, 6° 14' 2" OL   | 22805  | Meer afbeeldingen                                                                  |
| Dwarshuis van alleen begane-grond met schilddak                                    | Boerderij                 | midden 19e eeuw                       |           | Dorpsstraat 16         | 52° 0' 20" NB, 6° 14' 2" OL   | 22806  | Meer afbeeldingen                                                                  |
| Nederlands hervormde kerk                                                          | Kerk en kerkonderdeel     | 1838                                  |           | Dorpsstraat 22         | 52° 0' 19" NB, 6° 14' 4" OL   | 22807  | Meer afbeeldingen                                                                  |
| Boerderij met dwars woongedeelte                                                   | Boerderij                 | midden 19e eeuw                       |           | Greffelinkallee 8      | 52° 0' 20" NB, 6° 14' 22" OL  | 22808  | Meer afbeeldingen                                                                  |
| Hoeve 'De klevenhorst'                                                             | Boerderij                 | eerste helft 19e eeuw                 |           | Van Heeckerenweg 13    | 52° 0' 48" NB, 6° 14' 31" OL  | 22809  | Hoeve 'De klevenhorst'                                                             |
| Hoeve                                                                              | Boerderij                 | eerste helft 19e eeuw                 |           | Loenhorsterweg 1       | 51° 59' 57" NB, 6° 15' 46" OL | 22812  | Hoeve                                                                              |
| 'Hoeve de kip'                                                                     | Boerderij                 | eerste helft 19e eeuw                 |           | Tolstraat 2            | 52° 0' 54" NB, 6° 12' 57" OL  | 22814  | 'Hoeve de kip'                                                                     |
| Hoeve 'Mulderslag': boerderij en bijschuur                                         | Boerderij                 | eerste helft 19e eeuw                 |           | Torenallee 6           | 52° 1' 44" NB, 6° 13' 5" OL   | 22815  | Hoeve 'Mulderslag': boerderij en bijschuur                                         |
| Hoeve                                                                              | Boerderij                 | eerste helft 19e eeuw                 |           | Zelhemseweg 1          | 52° 0' 11" NB, 6° 14' 21" OL  | 22816  | Meer afbeeldingen                                                                  |
| Hoeve 'De spal'                                                                    | Boerderij                 | eerste helft 19e eeuw                 |           | Zelhemseweg 3          | 52° 0' 24" NB, 6° 14' 54" OL  | 22817  | Hoeve 'De spal'                                                                    |
| Hoeve 'De grevenkamp'                                                              | Boerderij                 | midden 19e eeuw                       |           | Zelhemseweg 21         | 52° 0' 22" NB, 6° 15' 59" OL  | 22818  | Meer afbeeldingen                                                                  |
| Hoeve 'Bautzen'                                                                    | Boerderij                 | 1852                                  |           | Zelhemseweg 29         | 52° 0' 9" NB, 6° 16' 5" OL    | 22819  | Meer afbeeldingen                                                                  |
| Hoeve                                                                              | Boerderij                 | eerste helft 19e eeuw                 |           | Zelhemseweg 35         | 52° 0' 7" NB, 6° 16' 43" OL   | 22820  | Meer afbeeldingen                                                                  |
| Hoeve                                                                              | Boerderij                 | midden 19e eeuw                       |           | Zelhemseweg 6          | 52° 0' 18" NB, 6° 14' 52" OL  | 22821  | Meer afbeeldingen                                                                  |
| Het wapen van Heeckeren                                                            | Horeca                    | eerste helft 19e eeuw                 |           | Zelhemseweg 16         | 52° 0' 13" NB, 6° 15' 56" OL  | 22822  | Meer afbeeldingen                                                                  |
| Hoeve 'De Drieslag'                                                                | Boerderij                 | eerste helft 19e eeuw                 |           | Zutphenseweg 5         | 52° 0' 28" NB, 6° 13' 38" OL  | 22823  | Meer afbeeldingen                                                                  |
| Paardenstal                                                                        | Bijgebouwen               | begin 19e eeuw                        |           | Zelhemseweg 16         | 52° 0' 13" NB, 6° 15' 56" OL  | 456386 | Meer afbeeldingen                                                                  |
| Runsvoort                                                                          | Boerderij                 | 1858                                  |           | Zelhemseweg 8          | 52° 0' 23" NB, 6° 15' 13" OL  | 512159 | Meer afbeeldingen                                                                  |
| Schuur                                                                             | Boerderij                 |                                       |           | Zelhemseweg bij 16     | 52° 0' 13" NB, 6° 15' 56" OL  | 526237 | Meer afbeeldingen                                                                  |
| Ruïnes van het Kasteel Enghuizen                                                   | Kasteel, buitenplaats     | 1326 (eerste vermelding)              |           | Kasteellaan bij 1      | 52° 0' 45" NB, 6° 13' 59" OL  | 527929 | Meer afbeeldingen                                                                  |
| Enghuizen: historische park- en tuinaanleg                                         | Tuin, park en plantsoen   | 17e eeuw en later                     |           | Kasteellaan bij 1      | 52° 0' 52" NB, 6° 14' 8" OL   | 527930 | Meer afbeeldingen                                                                  |
| Enghuizen: orangerie met aangrenzende moestuinmuren en hekwerken                   | Tuin, park en plantsoen   | eerste helft 19e eeuw                 |           | Kasteellaan 1          | 52° 0' 53" NB, 6° 13' 47" OL  | 527931 | Meer afbeeldingen                                                                  |
| Enghuizen: tuinpaviljoen                                                           | Tuin, park en plantsoen   | begin 19e eeuw (bouw) 1868 (vergroot) |           | Kasteellaan bij 1      | 52° 0' 54" NB, 6° 13' 58" OL  | 527932 | Meer afbeeldingen                                                                  |
| Enghuizen: koetshuis                                                               | Bijgebouwen kastelen enz. | 1835                                  |           | Kasteellaan 4          | 52° 0' 48" NB, 6° 13' 54" OL  | 527933 | Meer afbeeldingen                                                                  |
| Enghuizen: rentmeestershuis                                                        | Bijgebouwen kastelen enz. | begin 19e eeuw                        |           | Spalderkampseweg 1     | 52° 0' 27" NB, 6° 14' 25" OL  | 527934 | Meer afbeeldingen                                                                  |
| Enghuizen: paardenstal met muur en timmerschuur                                    | Bijgebouwen kastelen enz. | midden 19e eeuw                       |           | Spalderkampseweg bij 1 | 52° 0' 26" NB, 6° 14' 26" OL  | 527935 | Meer afbeeldingen                                                                  |
| Enghuizen: dienstwoning                                                            | Bijgebouwen kastelen enz. | vroeg 20e eeuw                        |           | Van Heeckerenweg 9     | 52° 0' 34" NB, 6° 14' 17" OL  | 527936 | Meer afbeeldingen                                                                  |
| Enghuizen: 17 ijzeren en 6 gemetselde bruggen/duikers                              | Tuin, park en plantsoen   | begin 19e eeuw                        |           | Kasteellaan bij 1      | 52° 0' 38" NB, 6° 14' 22" OL  | 527937 | Meer afbeeldingen                                                                  |
| Enghuizen: tuinsieraden en elementen                                               | Tuin, park en plantsoen   | vroeg 19e eeuw                        |           | Kasteellaan bij 1      | 52° 0' 32" NB, 6° 14' 12" OL  | 527938 | Meer afbeeldingen                                                                  |
| Enghuizen: de melkerij                                                             | Bijgebouwen kastelen enz. | 1834                                  |           | Spalderkampseweg 3     | 52° 0' 28" NB, 6° 14' 29" OL  | 528897 | Meer afbeeldingen                                                                  |